# Thanduyise Khuboni
Thanduyise Abraham Khuboni (Durban, Dél-afrikai Köztársaság, 1986. május 22.) dél-afrikai labdarúgó, aki jelenleg a Golden Arrowsban játszik középpályásként.

## Pályafutása
Khuboni több csapat ifiakadémiáját is megjárta, mielőtt 2007-ben megkezdte volna profi pályafutását a Golden Arrowsnál.

## Válogatott
Khuboni 2010-ben mutatkozott be a dél-afrikai válogatottban. Részt vett a 2010-es világbajnokságon, ahol egy meccsen lépett pályára.

## Külső hivatkozások
- Adatlapja az ESPN honlapján Archiválva 2011. június 22-i dátummal a Wayback Machine-ben
- Pályafutása statisztikái

## Fordítás
- Ez a szócikk részben vagy egészben  a   Thanduyise Khuboni című angol Wikipédia-szócikk fordításán alapul.  Az eredeti cikk szerkesztőit annak laptörténete sorolja fel. Ez a jelzés csupán a megfogalmazás eredetét és a szerzői jogokat jelzi, nem szolgál a cikkben szereplő információk forrásmegjelöléseként.